# NGC 5986
NGC 5986 је збијено звездано јато у сазвежђу Вук које се налази на NGC листи објеката дубоког неба.
Деклинација објекта је - 37° 47' 8" а ректасцензија 15h 46m 3,5s. Привидна величина (магнитуда) објекта NGC 5986 износи 7,6. NGC 5986 је још познат и под ознакама GCL 37, ESO 329-SC18.